# Tomb Raider XIII
Tomb Raider je připravovaná hra od společnosti Crystal Dynamics, kterou vydává společnost Amazon Games. Jedná se v pořadí o třináctou hru z herní série Tomb Raider. 

## Postavy
- Lara Croft - hlavní hrdinka

## Vývoj
Hra je vytvářena v herním enginu Unreal Engine 5. Crystal Dynamics potvrdil práci na novém Tomb Raideru 5. dubna 2022 prostřednictvím officiálního Twitteru Tomb Raider.
V květnu 2022 společnost Square Enix prodala práva Tomb Raider společnosti Embracer Group za 300 miliónů dolarů. V prosinci 2022 oznámila společnost Amazon Games spolupráci na novém Tomb Raideru. Společnost Amazon Games také koupila práva na značku Tomb Raider za 600 miliónů dolarů od společnosti Embracer Group, která byla držitelem práv od května roku 2022.
Podle dostupných informací se Crystal Dynamics snaží v nadcházející hře o spojení časových linek Survivor trilogie a původních Tomb Raider her od společnosti Core Design. Vývojáři slibují nejrozsáhlejší a největší hru v celé sérii.